# Bow Chicka Wow Wow
«Bow Chicka Wow Wow» es una canción del artista estadounidense Mike Posner de su álbum debut 31 Minutes To Takeoff (2010). La canción fue coescrita por Posner, y producida por Cisse Methods y el equipo de producción The Smeezingtons.
Un remix de la canción, con un verso del rapero estadounidense Lil Wayne, fue lanzada como tercer sencillo del álbum el 3 de febrero de 2011.
Posner presentó la canción en The Ellen DeGeneres Show el 19 de abril de 2011.

## Video musical
Posner publicó el vídeo musical en Vevo el 24 de febrero de 2011. Cuenta con Lil' Wayne. Tiene lugar en donde Posner está saliendo con una chica, pero no para impresionarla. Cuando todo lo demás no funciona, él juega "Bow Chicka Wow Wow", y la chica se siente atraído y "encendido" para él. Cuando Lil' Wayne sufre el mismo problema en la habitación contigua a Posner, que interpreta la canción lo suficientemente fuerte como para sus dos chicas para escucharlo. La chica del vestido negro en el restaurante es Lyla Dee.

## Posicionamiento en listas
| Listas (2011)                      | Mejor posición |
| ---------------------------------- | -------------- |
| Australia (ARIA)                   | 40             |
| Nueva Zelanda (Recorded Music NZ)  | 21             |
| Reino Unido (UK Dance Chart)       | 28             |
| Estados Unidos (Billboard Hot 100) | 30             |
| Estados Unidos (Mainstream Top 40) | 21             |